# Scopula nibilata
Scopula nibilata är en fjärilsart som beskrevs av Thierry-mieg 1915. Scopula nibilata ingår i släktet Scopula och familjen mätare. Inga underarter finns listade.